# مجموعة تابلينج
 

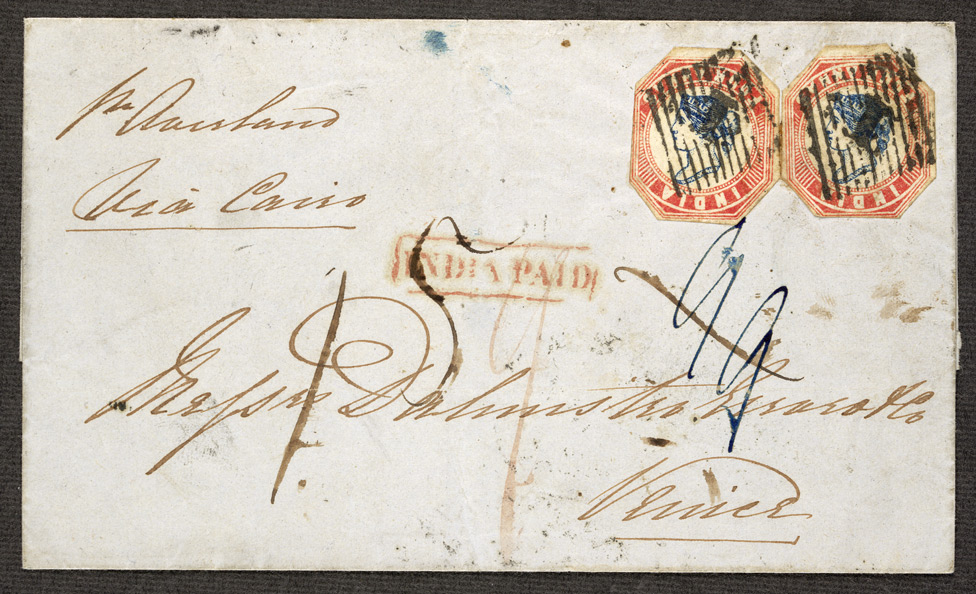
تتضمن مجموعة تابلينج هذا الطابع الصادر عام 1854: 4 آنا باللون الأزرق والأحمر الباهت من الهند مع خطأ قلب الرأس.

قاموا بالتبرع بمجموعة طوابع البريد تابلينج إلى المتحف البريطاني من ملكية توماس تابلينغ في عام 1891.
حددت قيمة مجموعة تابلينج عند 12000 جنيه إسترليني ولكن عند وصولها قدر ريتشارد جارنيت (مساعد أمين الكتب المطبوعة) قيمتها بأكثر من 50000 جنيه إسترليني ووصف الوصية بأنها الهدية الأكثر قيمة منذ مكتبة جرينفيل في عام 1847 (ما يعادل 24000000 جنيه إسترليني في عام 2011).
وهي محفوظة في مجموعات الطوابع البريدية للمكتبة البريطانية وتُعرض عناصر مختارة منها في معرض عام دائم.
تغطي المجموعة الفترة من عام 1840 إلى عام 1890 مع إضافة بعض العناصر حتى عام 1900 لاحقًا وتسجيلها على صفحات الألبوم. واعتباراً من يناير 2009 حفظت الطوابع في 72 صندوق وحفظ جزء القرطاسية البريدية في 113 ألبومًا وسبعة صناديق.

## أبرز الأحداث
تتميز المجموعة بهذه النوادر:

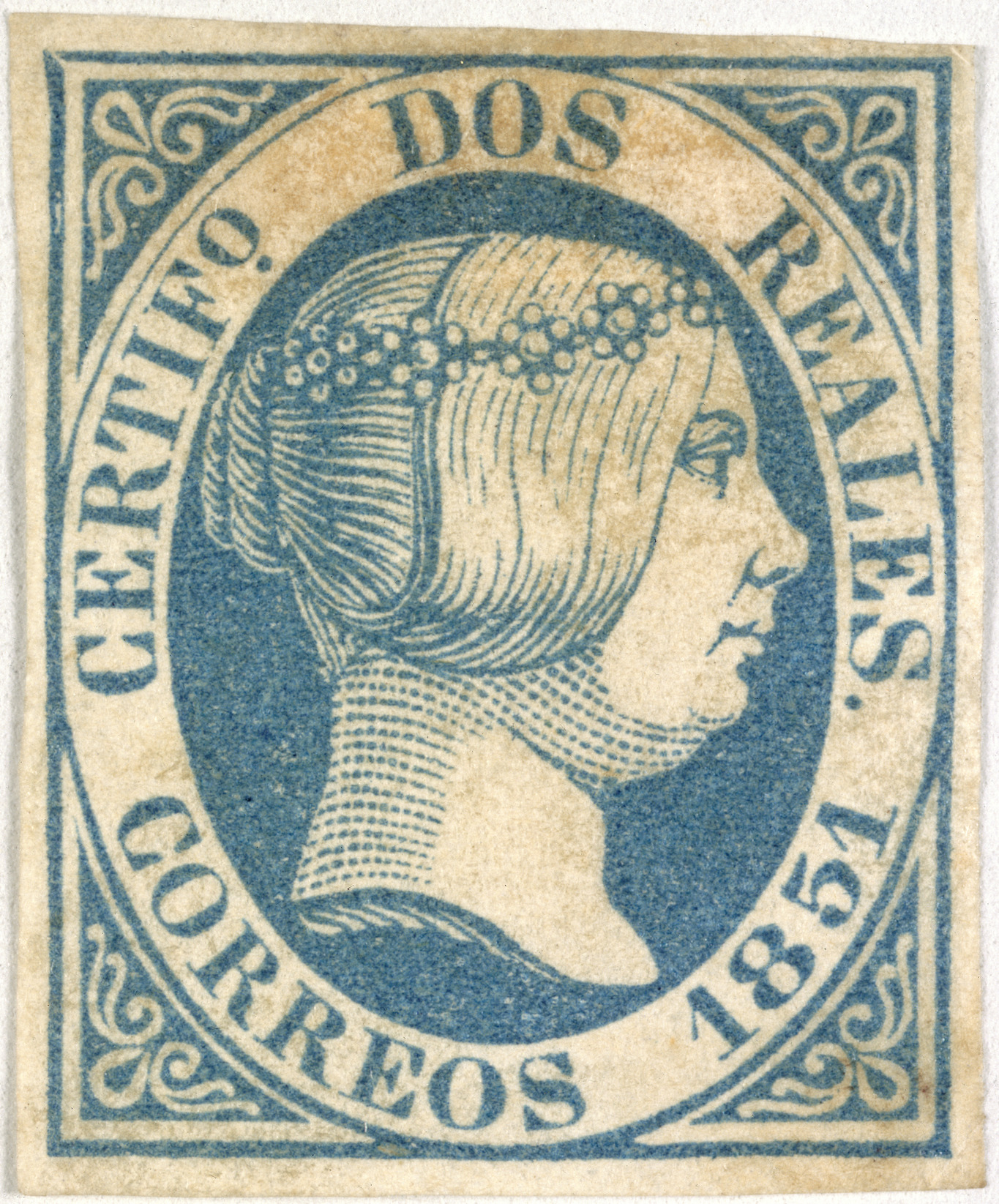
الملكة إيزابيلا الثانية (طابع بريدي بقيمة ريالين مع خطأ في اللون) - مجموعة تابلينج (1851) - بي أل

- جولد كوست: 1883 (مايو) 1 د.ك على 4 د.ك أرجواني وفريد من نوعه
- بريطانيا العظمى: 1858-79 1 بنس أحمر واللوحة 77 واحدة من العملات القليلة المعروفة
- هاواي: 1851-1852 من 2 سنت إلى 13 سنتًا (كلا النوعين) "المبشرون"
- الهند: 1854 و4 آنا زرقاء وحمراء باهتة رأس الخطأ مقلوب اثنتان مستخدمتان على الغلاف وفريدة من نوعها
- موريشيوس: 1847 1 بنس أحمر على الغلاف و2 بنس أزرق إصدار "مكتب البريد".
- إسبانيا: 1851 2 ريال وخطأ في اللون واحد من ثلاثة أخطاء معروفة[6]
- سويسرا: زيورخ: 1843 4 رابن الشريط الأفقي غير المقطوع الفريد من نوعه المكون من خمسة
- أوروغواي: 1858 120 سنتافو أزرق و180 سنتافو أخضر في أزواج تيت بيتش اثنان من خمسة معروفة
- أستراليا الغربية: 1854-1855 و4 بنسات زرقاء إطار الخطأ مقلوب

تتضمن المجموعة أيضاً عدد كبير من أصناف الألوان من إصدارات البريد الأمريكية المبكرة.